# W32
W32は、MSN Messengerにより32ビット対応のWindowsが感染するコンピュータウイルス。
シマンテックのソフトウェア（ノートン アンチウイルスなど）が動かなくなるようにできている。